# Pogorzele (województwo śląskie)
Pogorzele – osada leśna w Polsce położona w województwie śląskim, w powiecie kłobuckim, w gminie Kłobuck.